# 阿夫达·沙汉沙阿
阿夫达·沙汉沙阿（1066年—1121年12月11日），1094年至1121年任埃及法蒂玛王朝维齐尔，父亲为亚美尼亚奴隶，曾辅佐多位哈里发，穆斯塔利时期独揽大权。第一次十字军东征期间指挥了阿斯卡隆战役失利。